# Кудрявая манукодия
Кудрявая манукодия (лат. Manucodia comrii) — вид воробьинообразных птиц из семейства райских птиц (Paradisaeidae).
Данный вид обнаружил на острове Фергуссон в 1874 году д-р Питер Комри. Позже британский зоолог Филип Склейтер назвал птицу в его честь.

## Описание
В длину птица может достигать 43 см и по размерам является самой крупной среди манукодий, а также всего семейства (Красная шилоклювая райская птица имеет более длинный хвост, но её тело меньше). Она имеет пёстрое оперение: чёрный окрас головы и спины, фиолетовые перья на конце крыльев, бордовое брюхо и тёмно-зелёную грудь и шею. На голове присутствует специфическое оперение, благодаря которому вид и получил название. Радужная оболочка красная. Самка имеет похожий вид, но уступает в размерах самцу.
Питается, в основном, фруктами.

## Распространение
Обитает на островах Папуа — Новой Гвинее, Тробриан и Д'Антркасто.
Вид занесён в Приложение 2 Конвенции CITES, что означает возможность попадания под угрозу исчезновения в случае неконтролируемой торговли образцами этого вида.

## Подвиды
Два подвида:
- Manucodia comrii comrii — распространён на островах Д'Антркасто (Гуденаф, Вагифа (англ. Wagifa), Фергуссон, Добу и Норманби)[4];
- Manucodia comrii trobriandi — распространён на островах Тробриан (Кайлеуна[англ.] и Киривина)[4].

Международный союз орнитологов подвидов не выделяет.